# 綾田俊樹
綾田 俊樹（あやた としき、1950年〈昭和25年〉6月13日 - ）は、日本の俳優、演出家。奈良県出身。奈良県立郡山高等学校卒業、明治大学文学部卒業。ノックアウト所属。劇団東京乾電池の結成メンバー。

## 略歴・人物
オンシアター自由劇場を経て、柄本明やベンガルらと劇団東京乾電池を結成。
バラエティー番組にはほとんど出演しないが、短期間ながらテレビ朝日の深夜番組『グッドモーニング』で大島智子とレギュラー出演していた。

## 出演

### テレビドラマ

#### NHK
- 連続テレビ小説
  - 本日も晴天なり（1982年） - 三宅記者 役
  - はね駒（1986年） - 西岡晋作 役
  - おひさま（2011年） - 梅田敏夫 役
  - ごちそうさん（2013年） - 倉田義男 役
- NHK大河ドラマ
  - 真田丸（2016年） - 矢沢頼綱 役
  - 麒麟がくる（2020年） - 牛蔵 役
  - べらぼう〜蔦重栄華乃夢噺〜（2025年） - 薪炭問屋「山崎屋」主人 役[4]
- 宮本武蔵（1984 ‐ 1985年） - 馬方・仙蔵 役
- 真田太平記（1985 ‐ 1986年） - 村越直吉 役
- たけしくん、ハイ!（1985年） - 古田寅之助 役
- 結婚前夜（1998年） - シェフ 役
- ゲームの達人（1999年）
- 世に棲む日日（2000年） - 大深虎之助 役
- 夕陽ヶ丘の探偵団（2007年） - 土橋直哉の祖父 役
- 乙女のパンチ（2008年） - 川端桃平 役
- 坂の上の雲（2010 - 2011年） - 桂太郎 役
- 陽だまりの樹（2012年） - 佐伯甚七郎 役
- 足尾から来た女（2014年） - 新田良助 役
- ある日、アヒルバス（2015年） - 辰乃家亥輔 役
- 大岡越前3（2016年） - 松屋四郎兵ヱ 役
- 獄門島（2016年） - 村瀬幸庵 役
- 赤ひげ（2017年） - 多助 役
- アイアングランマ（2018年） ‐ 坂上欽二 役
- 長閑の庭（2019年） - 安藤医師 役
- 贋作 男はつらいよ（2020年） ‐ 車竜造（おっちゃん） 役
- ライオンのおやつ（2021年） - タケオさん 役
- ふたりのウルトラマン（2022年） - 円谷英二 役
- 17才の帝国（2022年） - 茶川大樹 役
- BSプレミアムドラマ 拾われた男 Lost Man Found（2022年、BSプレミアム・ディズニープラス） - 綾田俊樹（本人） 役[5]
- 老害の人（2024年） - 岩井仙太郎 役

#### 日本テレビ
- 池中玄太80キロ 第2シリーズ（1981年）
- 火曜サスペンス劇場
  - 浅見光彦ミステリー7（1990年1月16日） - 三次市観光協会職員 役
  - 警部補 佃次郎シリーズ
    - 第1作（1996年6月4日） - 葉山庄二 役
    - 第14作（2002年3月12日） - 羽沢 役

  - 追跡3（1998年） - 野村源一 役
  - 女検事・霞夕子（2003年）
- 木曜ゴールデンドラマ「松本清張の老春」（1990年9月27日）
- 禁じられた遊び（1995年）
- 金田一少年の事件簿 第1シリーズ（1995年） - 兜礼二 役
- 伝説の教師（2000年） - 当たり屋被害者 役
- 明日があるさ（2001年） - 不審者（森村貢） 役
- 黄金の豚-会計検査庁 特別調査課-（2010年） - 武藤副署長 役
- ブルドクター（2011年） - 河村聡 役
- 泣いたらアカンで通天閣（2013年） - 亀谷保 役
- 五つ星ツーリスト〜最高の旅、ご案内します!!〜（2015年） - 桜庭兵一 役
- 刑事バレリーノ（2016年） - 金城文彦 役
- ドクターカー (テレビドラマ)（2016年） - 悠木禎一 役
- トップナイフ-天才脳外科医の条件-（2020年） - 内田正 役
- ブラッシュアップライフ（2023年） - 原田信博 役
- それってパクリじゃないですか? 第6話（2023年5月17日） - 小日向教授 役
- ゼイチョー〜「払えない」にはワケがある〜 第1話（2023年10月14日） - 佐治正道 役
- マル秘の密子さん 第4話（2024年8月3日） - 児童養護施設の園長 役[6]

#### TBSテレビ
- うちの子にかぎって…（1984年） - 市川英雄 役
- ぽっかぽか（1994年 - 1996年） - 辰巳徳造 役
- ウルトラマンガイア（1999年） - 薮野 役
- またのお越しを（2003年） - 猿渡和夫 役
- ほーむめーかー（2004年） - 西村五郎 役
- 花嫁は厄年ッ!（2006年） - 安土義一 役
- 山田太郎ものがたり（2007年） - 執事・磯貝 役
- Around40〜注文の多いオンナたち〜（2008年） - 荒川（写真館主人） 役
- こちら葛飾区亀有公園前派出所（2009年） - 須崎専務 役
- 深夜食堂（2009年） - 小寿々 役
- 古代少女ドグちゃん（2009年） - 校長先生 役
- 水戸黄門第43部（2011年） - 市兵衛 役
- 月曜ミステリー劇場
  - 税務調査官・窓際太郎の事件簿7（2001年） - 戸田オーナー 役
  - 十津川警部シリーズ
    - 第28作「陸中海岸殺意の旅」（2003年3月24日） - 古沢貢 役
    - 第29作「松山・道後十七文字の殺人」（2003年9月22日） - 川村（喫茶店店主） 役

  - 示談交渉人甚内たま子裏ファイル3（2004年） - 大多喜社長 役
- 月曜ゴールデン
  - 税務調査官・窓際太郎の事件簿22（2011年） - 村越初男 役
  - 新 法廷荒らし 猪狩文助〜終の棲家〜（2015年） - 藤沢裁判長 役
- 運命の人（2012年） - ブティックの店長 役
- クロサギ（2022年） - 緒方 役[7]

#### フジテレビ
- 教師びんびん物語II 第8話「勇気よ生徒を守れ」（1989年）
- 世にも奇妙な物語 猿の手様（1990年）
- バケルくん（1987年） - 泥棒・白山 役
- 結城昌治サスペンス 諦められない男（1990年、関西テレビ放送系・東映）
- NIGHT HEAD（1992年） - ミラクルミック 役
- ドーラク弁護士（1999年） - 草野俊一 役
- OUT〜妻たちの犯罪〜（1999年） - 訪ねてくる男 役
- 救命病棟24時（2001年） - 仮病の男 役
- ナースのお仕事 第3シリーズ（2000年） - 松平登　役
- 白い巨塔（2004年）
- ジョーカー 許されざる捜査官（第6話）（2010年） - 岩瀬町会長 役
- 新・ミナミの帝王（2013年） - 吉岡宗則 役
- 金曜エンタテイメント 浅見光彦シリーズ10（2000年） - 笠野良介 役
- 赤と黒のゲキジョー 黒い看護婦（2015年） - タクシー運転手 役
- ほんとにあった怖い話 病棟に棲む五円玉（2016年） - 斉藤修 役
- 後妻業（2019年） ‐ 武内宗次郎 役
- シャーロック（2019年12月2日） ‐ 不破達彦 役
- 世にも奇妙な物語’22 夏の特別編 オトドケモノ（2022年6月18日） - 塚本良雄 役

#### テレビ朝日
- 三毛猫ホームズの推理（1996年）
- イタズラなKiss（1996年） - 教頭先生 役
- 笑ゥせぇるすまん（1999年） - 加手井の上司 役
- トリック（2000年） - 小倉隆一 役
- 天の瞳（2001年） - 石川教頭 役
- OL銭道（2003年） - 土井村 役
- 相棒（2004年） - 藤巌雄 役
- 時効警察（2006年） - 品川教諭 役
- 必殺仕事人2009（2009年） - 佐々井玄也 役
- ハガネの女（2010 ‐ 2011年） - 松山六助 役
- Dr.伊良部一郎（2011年） - 木下則夫 役
- 就活家族〜きっと、うまくいく〜（2017年） ‐ 富川大輔 役
- 刑事7人 Season3 第5話（2017年8月9日） ‐ 稲留純一（田中一郎） 役
- 明日の君がもっと好き（2018年） ‐ 佐伯伝次 役
- 24 JAPAN（2020年） - 長田孫六 役
- 土曜ワイド劇場
  - 三毛猫ホームズシリーズ (テレビ朝日系列のテレビドラマ)1（1996年） - 大中兼一 役
  - 京都お見合いツアー殺人事件2（1998年） - 高木吉宏 役
  - お祭り弁護士・澤田吾朗1（2000年） - 荻野恒夫 役
  - タクシードライバーの推理日誌29（2011年） - 古沢忠志 役
  - 司法教官・穂高美子1（2011年） - 坂本健二 役

#### テレビ東京
- 李香蘭（2007年） - 金沢署長 役
- ママはニューハーフ（2009年） - 谷崎源一 役
- 女と愛とミステリー 旅行作家・茶屋次郎2（2002年）
- マルホの女（2014年）
- 宮本から君へ（2018年） - 長山克美 役
- 江戸前の旬（2018年） ‐ 松井先生 役
- 記憶捜査〜新宿東署事件ファイル〜（2019年） ‐ 勝呂勝昭 役
- 孤独のグルメ Season 9 第5話 （2021年8月7日） ‐ ふじ・大将 役
- ソロ活女子のススメ 第3シーズン（2023年） - 「沙羅書房」店主 役
- 闇バイト家族（2024年） - 栗林徹 役[8]

#### WOWOW
- ソドムの林檎〜ロトを殺した娘たち（2013年） - 飯塚正隆 役
- 大空港2013（2013年） - 鶴橋清正 役
- 沈まぬ太陽（2016年） - 宮内会長 役
- ヒトヤノトゲ〜獄の棘〜（2017年） - 志田幸樹 役
- 川のほとりで（2021年） - トシちゃん 役
- 正体 第3話（2022年3月26日） - 服部 役
- 鵜頭川村事件（2022年） - 降谷正宗 役[9]
- 磯部磯兵衛物語〜浮世はつらいよ〜（2024年） - 先生 役[10]

#### その他
- 牙狼〈GARO〉スペシャル 白夜の魔獣（2006年12月、CSファミリー劇場） - 番犬所神官 役
- 東京ゴースト・トリップ（2008年） - 森園神父 役
- マメシバ一郎（2011年） - 日比谷
- ホントウノエガオ（2012年） - 祖父

### 映画
- Mrジレンマン　色情狂い（1979年） - 社長 役
- まんだら屋の良太（1986年） - 沢井先生 役
- 上海バンスキング（1989年）
- 病院へ行こう（1992年）
- 青春デンデケデケデケ（1992年）
- 人間交差点（1993年） - 本田 役
- 学校の怪談4（1999年） - 医師 役
- ざわざわ下北沢（2000年） - 根元 役
- 難波金融伝ミナミの帝王15「トイチの身代金」（2001年） - 栗林照夫 役
- 船を降りたら彼女の島（2003年） - 下田 役
- さよなら、クロ（2003年） - 成瀬教頭 役
- きょうのできごと a day on the planet（2004年）
- 理由（2004年） - 砂川信夫 役
- 東京原発（2004年） - 榎本教授 役
- 隠し剣 鬼の爪（2004年） - 島田門左衛門 役
- レディ・ジョーカー（2004年） - 秦野浩之 役
- 釣りバカ日誌16 浜崎は今日もダメだった♪♪（2005年） - 松浦所長 役
- 探偵事務所5（2005年） - 崎山 役
- 富嶽百景〜遙かなる場所〜（2006年） - 井伏 役
- 武士の一分（2006年） - 滝川勘十郎 役
- 河童 kappa（2006年） - トック 役
- ヤング編・ミナミの帝王「金貸し萬田銀次郎」（2006年）
- 天国は待ってくれる（2007年）
- あかね空（2007年） - 大家 役
- やじきた道中 てれすこ（2007年） - 漁師 役
- 非女子図鑑（2009年）
- BALLAD 名もなき恋のうた（2009年）
- 雪の花（2009年） - 校長先生 役
- オカンの嫁入り（2010年） - 猪瀬亮二 役
- 乱反射（2011年、谷口正晃監督） - 神主 役
- 小川の辺（2011年、篠原哲雄監督）
- 真夏の方程式（2011年） - 鵜飼継夫 役
- 一遍上人（2012年）
- 綱引いちゃった!（2012年、水田伸生監督）
- ひまわり〜沖縄は忘れない あの日の空を〜（2013年、及川善弘監督）
- きいろいゾウ（2013年、廣木隆一監督）
- 飛べ!ダコタ（2013年） - 佐吉 役
- 武士の献立（2013年）
- おけちみゃく（2018年） - 豊臣秀吉 役
- くらやみ祭の小川さん（2019年10月25日、浅野晋康監督）
- 老後の資金がありません（2022年）
- 私の太陽（2023年、小栗はるひ監督） - 遠藤隆 役[11]

短編映画
- 深夜食堂（2015年1月31日公開、松岡錠司監督）
- マエストロ!（2015年1月31日公開、小林聖太郎監督）
- 五つ星ツーリスト THE MOVIE 〜究極の京都旅、ご案内します!!〜（2015年）
- 太陽（2016年、入江悠監督） - 佐々木行雄 役
- 続・深夜食堂（2016年、松岡錠司監督） - 小寿々 役
- オー・マイ・ゼット!（2016年11月5日公開、神本忠弘監督）
- 忍性 NINSHO（2017年1月7日公開） - 叡尊 役

### オリジナルビデオ
- スミレ刑事の花咲く事件簿 episode 2（2011年5月2日発売） - 田崎教授 役

### バラエティ
- ひらけ!ポンキッキ（1976 ‐ 1978年）
- 笑ってる場合ですよ!（1980 ‐ 1982年）
- オレたちひょうきん族（1983年）
- 5時に夢中!（2014年4月2日）

### CM
- トヨタ・スプリンターカリブ（1982年）※ベンガルとコンビを組んで共演。
- 森永製菓
  - ミラクルアルファ（1984年）※ベンガルと共演。
  - おっとっと（1984年）※ベンガルと共演。
- 愛媛青果農協（現・えひめ飲料） ポンジュース（1983年）※高田純次と共演。
- 興和 ウナコーワ・ウナゼリー (1984年)
- 東京ガス（1998年 - 1999年）
- 東京三菱銀行（現三菱UFJ銀行、2001年）
- ダイハツ トコット「おとなちびまる子ちゃん 銭湯篇」（2018年6月） - 友蔵 役

## 演出
- ブラック・コメディ
- 青春グラフィティ - 出演も兼務
- カッコーの巣の上で
- 湯けむり仲居純情日記
- おお、星条旗娘！（加藤健一事務所、1999年10月21日 - 11月14日、本多劇場 / ほか）[12]
- カンガルー（東京乾々[13] 第1回公演、作：別役実、2012年8月16日 - 19日、下北沢駅前劇場）[14] - 出演も兼務
- とりあえず、お父さん（2015年12月、天王洲 銀河劇場）[15]